# Légalité de crise
 (novembre 2020).
Si vous disposez d'ouvrages ou d'articles de référence ou si vous connaissez des sites web de qualité traitant du thème abordé ici, merci de compléter l'article en donnant les références utiles à sa vérifiabilité et en les liant à la section « Notes et références ».
La légalité de crise désigne une série de dispositifs juridiques (qu'ils soient constitutionnels, législatifs ou jurisprudentiels) qui en période de crise, et pour faire face aux évènements, confère à certaines autorités publiques des pouvoirs qu'elles ne détiennent pas dans des circonstances normales.

## France
Plusieurs régimes juridiques existent, permettant de déroger à la légalité administrative « en temps normal » : l’article 16 de la Constitution, la théorie des circonstances exceptionnelles, l’état de siège prévu par l’article 36 de la Constitution et le régime législatif de l’état d’urgence. Tous ces régimes sont distincts de l’organisation en temps de guerre, prévue sommairement par le titre premier du livre Ier de la deuxième partie du Code de la Défense.

### Dispositifs constitutionnels

#### Article 16
L'article 16 de la Constitution de 1958 confère au président de la République des pouvoirs exceptionnels, c’est-à-dire des pouvoirs exécutifs et législatifs. En ce sens, l'article 16 met en place un régime provisoire de confusion des pouvoirs.
La réunion de deux conditions est requise pour mettre en œuvre les pouvoirs de l'article 16 :
- Il faut d'une part qu'une menace grave et imminente pèse sur les institutions, l'intégrité du territoire, l'indépendance de la nation, ou l'exécution de ses engagements internationaux,
- Il faut d'autre part que le fonctionnement régulier des pouvoirs publics constitutionnel soit interrompu.

Il faut toutefois souligner que le respect de ces deux conditions n'étant contrôlé par aucun organe susceptible d'empêcher l'entrée en vigueur de l'article 16, cette limite demeure largement théorique.
Ce régime d'exception ne peut être mis en œuvre qu'après consultation du conseil constitutionnel tenu de formuler un avis publié au Journal officiel, du premier ministre et des présidents de l'Assemblée Nationale et du Sénat. La nation doit alors être informée par le président.

#### État de siège
L'état de siège est à l'origine un dispositif législatif du Second Empire dont la constitution de 1958 a inscrit le principe dans son texte (article 36). L'état de siège est codifié dans le Code de la défense et permet le transfert de pouvoirs de police à l'autorité militaire, la création de juridictions militaires et l'extension des pouvoirs de police.
L'état de siège peut être mis en œuvre sur tout ou partie du territoire après délibération du conseil des ministres et sur décret de ce dernier lorsqu'il y a péril imminent du fait d'une insurrection armée ou d'une guerre étrangère.
La prorogation de l'état de siège au-delà de 12 jours est soumis à l'autorisation du parlement.

### État d'urgence
Ce mécanisme a été créé pour faire face aux évènements d'Algérie par la loi du 3 avril 1955. Il permet l'extension des pouvoirs de police au profit des autorités de police soit en cas d'atteintes graves à l'ordre public, soit en cas de calamités publiques. La mise en œuvre de l'état d'urgence est calquée sur la mise en œuvre de l'état de siège. La prorogation au-delà de 12 jours doit être autorisée par le parlement.
Dans l'arrêt Rolin le Conseil d'État a rappelé que la loi de 1955 prévoit dans son article 7 un « recours pour excès de pouvoir » tout en soulignant dans l'ordonnance Allouache et autres que le président de la République disposait d'un « pouvoir d'appréciation étendu » pour déterminer si les conditions posées par la loi du 3 avril 1955 étaient réunies. Dans l'ordonnance Allouache et autres, le Conseil d'État a considéré que le président de la République, investi par la loi de prorogation du pouvoir d'y mettre fin avant le terme posé par ladite loi, devait mettre en œuvre ce pouvoir dans l'hypothèse où les circonstances caractériseraient un retour au calme durable.
Le Code de la défense prévoit également des dispositions en cas de crise lorsqu'il y a « vacance simultanée de la présidence de la République, de la présidence du Sénat et des fonctions de Premier ministre, la responsabilité et les pouvoirs de défense sont automatiquement et successivement dévolus au ministre de la défense et, à défaut, aux autres ministres dans l'ordre indiqué par le décret portant composition du Gouvernement » .

### Dispositifs jurisprudentiels
Le juge administratif fait preuve d'un grand pragmatisme lorsque les temps sont troublés et légalise des situations qui en temps normal seraient censurées. Deux théories illustrent ce pragmatisme, la théorie des circonstances exceptionnelles et la théorie des fonctionnaires de fait.

#### Circonstances exceptionnelles
Le juge reconnaît les circonstances exceptionnelles en cas de guerre, de paralysie du territoire : grèves, guerre d'Algérie, (circonstances déclarées "particulières"), ou en cas de catastrophes naturelles, comme l’éruption du volcan de la Soufrière en Guadeloupe.
Mai 68 n'a pas été considéré comme circonstances exceptionnelles, peut-être en raison de l’absence de morts.
Pour des raisons supérieures d’intérêt général et d'efficacité, le juge considère dans ces circonstances que l'administration peut s'abstenir de respecter certaines dispositions règlementaires et légales ; cette théorie est consacrée par le Conseil d’État dans son arrêt du 28 juin 1918 (affaire Heyriès) et le 28 février 1919 (Dames Dol Laurent.)

#### Théorie du fonctionnaire de fait
Lorsque les circonstances conduisent à la disparition de l'administration, le juge admet que de simples particuliers assurent la continuité de l'État, et prennent des décisions relevant des prérogatives de la puissance publique (CE, 7 janvier 1944 Lecoq).

## Belgique
La Belgique est un régime parlementaire fédéral : les gouvernements sont donc responsables devant l’assemblée parlementaire du niveau de pouvoir concerné et sont soumis à son contrôle. La Constitution ne prévoit pas expressément d'atténuation de ce principe. 
Cependant, plusieurs situations ont conduit à développer des régimes particuliers afin de permettre d'affronter des crises ou d'assurer la continuité des institutions lorsque celles-ci sont en péril.

### Les pouvoirs extraordinaires
Le régime des pouvoirs extraordinaires a constitué un mode de survie des institutions belges lorsque le territoire était entièrement ou presque entièrement occupé par des armées ennemies ; il n'a été employé qu'au cours des conflits mondiaux.
Il a permis au Roi et au gouvernement, voire au gouvernement seul, d'exercer les fonctions législatives et exécutives lorsque les Chambres, confrontées à l'occupation allemande, étaient dans l'impossibilité d'exercer leurs prérogatives.

### Les pouvoirs spéciaux
L'emprise croissante de l'État sur la société, la survenance de crises appelant une intervention en profondeur, a provoqué un engorgement du pouvoir législatif. Les gouvernements se sont à de multiples reprises trouvés face à la nécessité - ou, tout au moins, la volonté politique - d'apporter à la législation un grand nombre de modifications en peu de temps pour lesquelles la procédure parlementaire a paru peu adéquate.
C'est pourquoi le gouvernement a, à divers reprise, sollicité l'octroi de pouvoirs spéciaux pour affronter des situations de crise, essentiellement économiques ou sanitaires.
Par cette technique, un législateur autorise l’exécutif à abroger, à compléter ou à modifier la législation par la voie réglementaire. À l’issue de la période de pouvoirs spéciaux, strictement délimitée dans le temps, les arrêtés pris sur cette base par les gouvernements doivent être confirmés par les parlements concernés, dans un délai également fixé par la norme d’habilitation. Ce n’est qu’à la suite de cette confirmation que l’arrêté devient lui-même, dès la date de l’entrée en vigueur de la loi de confirmation, une norme législative.